# 斯肯泰耶什蒂鄉
45°41′N 27°59′E / 45.683°N 27.983°E
斯肯泰耶什蒂鄉（羅馬尼亞語：Comuna Scânteiești, Galați），是羅馬尼亞的鄉份，位於該國東部，由加拉茨縣負責管轄，面積50平方公里，海拔高度126米，2007年人口2,643，人口密度每平方公里53人。